# 火薬警鐘
火薬警鐘（かやくけいしょう、英: Powder Alarm）は、1774年9月1日に、イギリス領マサチューセッツ湾直轄植民地総督トマス・ゲイジの命により、イギリス兵がボストンに近い火薬庫から火薬を除去したことに対する大衆の反応である。血が流されたという噂の中で、イギリス兵の動きに反応して、警告が遠くコネチカット植民地まで田園部を拡がり、戦争が近いことを恐れたアメリカの愛国者達が行動を起こした。
これは後に誤った警告だと分かったが、この火薬警鐘によって政治や軍事の指導者達が先を見据えて慎重にことを運ぶようになり、実質的に7ヶ月後のレキシントン・コンコードの戦いにとっては「舞台稽古」の役目を果たした。さらに武器、火薬など軍需物資の統制を巡って、イギリス軍は武器庫を直接の支配下に置こうとし、アメリカ愛国者側は自分達が使うためにそれらを確保して置こうとしたので、双方の動きが紛争の火種になった。

## 背景
1772年、イギリス領13植民地の多くの人々は、ガスペー事件などイギリスの不人気な行動に反応して、通信委員会を形成するための選挙を行った。このことで植民地間の正式な対話が生まれ、他所で起こっている出来事にも気付くようになり、行動の協調が取れるようになった。例えば、茶法や耐え難き諸法などイギリスから植民地へ押しつける不人気な法制の執行に対して植民地の反応を調整する役割を果たしたことだった。マサチューセッツ湾植民地の植民地人はイギリス正規軍の行動に対して軍事的に調和の取れた行動を起こすまでに至ってはいなかったが、「我々の生命や財産を賭けて」ボストンを支持するという声明が造られた。この頃ボストン港は1774年のボストン港湾法の下で閉鎖されていた。
トマス・ゲイジ将軍は1774年5月にマサチューセッツ湾植民地の軍政府長官になっており、ボストン茶会事件に対応してイギリスの議会が法制化し、大変不人気だった耐え難き諸法の執行に当たっていた。戦争の勃発を避け、愛国者（ホイッグ）多数派とロイヤリスト（トーリー）少数派の間に平和を保つために、ニューイングランドにある倉庫や武器庫から密かに軍需物資を移動させておくのが最善の道だと考えた。ゲイジはこの作戦が漏れれば部下が武器庫に達する前に愛国者の同調者達が確保あるいは隠匿してしまう結果になることを恐れたので、この任務を秘密にして置くことは最優先事項だった。
植民地の中にはイギリス軍が物資を蓄えていた場所が幾つかあった。これらのうち小さな守備隊が守る砦となっているものもあったが、他のものは単に鍵が掛けられた火薬庫に過ぎなかった。ここに置かれている火薬の大半は植民地知事の統制下にあったが、個々の町の資産である場合もあった。ボストンの近郷では当時チャールズタウンの一部であり、現在ではサマービルのパウダーハウス・スクェアとなっている所に鍵付き倉庫があり、植民地民兵隊の指導者かつ知事に指名された者であるウィリアム・ブラットルが統制していた。ブラットルはロイヤリストや愛国者のどちらかを明白に支持しているというわけでは無く、8月27日付けのゲイジ総督宛の手紙で、町の者が自分達の火薬を取り去ってしまったので、植民地の（すなわち国王の）火薬は倉庫に残っている分だけだと伝えた。ゲイジは安全確保のために残っている火薬をボストンに移しておくことに決めた。

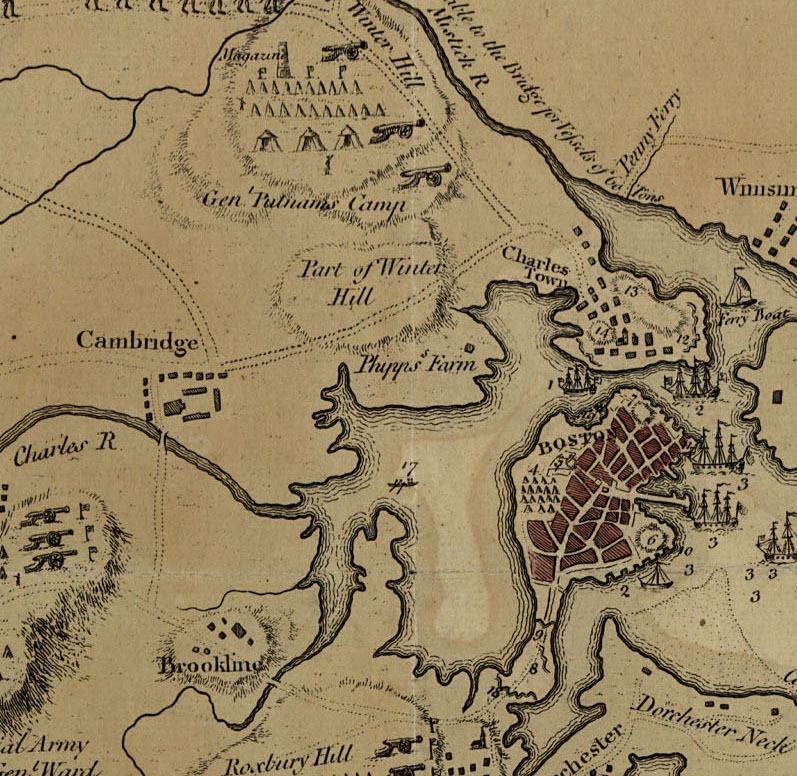
1775年のボストン包囲戦地図、パウダーハウスはこの地図の北縁近くにある。ボストンは右下の半島部。

## 遠征隊
8月31日、ゲイジはミドルセックス郡保安官のデイビッド・フィップスをブラットルの所に派遣して、植民地の火薬を取り去るよう命令を伝えさせた。ブラットルは火薬庫の鍵をフィップスに渡した。ゲイジはその翌日に軍隊が行動を起こす準備をするようにも命令を出していたが、これは植民地人によって気付かれないようにされていた。その日のいづれかの時点で、ゲイジの意図か、事故かあるいは伝令による盗みかで、ウィリアム・ブラットルの手紙が失われた。広く伝えられた説ではその手紙が落とされたということである。手紙の内容が瞬く間に拡がり、多くの者は愛国者が火薬を確保できる前に火薬を取り去っておくようゲイジに警告しているのだと考えた。
9月1日の早朝、イギリス軍第4連隊から約260名の正規兵部隊が、ジョージ・マディソン中佐の指揮で密かにボストンからミスティック川を漕ぎ上り、現在のサマービルにあるウィンターヒル近くの上陸点に向かった。そこからはマサチューセッツでも最大の火薬量を保管している火薬庫であるパウダーハウスまで約1マイル (1.6 km) 行軍した。フィップスがイギリス軍に建物の鍵を渡し、日の出後に全ての火薬を除去した。軍隊の大半は来た道をボストンに戻ったが、小さな集団がケンブリッジに行軍し、2門の野砲を取ってグレートブリッジやボストン・ネックを通り陸路ボストンに持ち帰った。この野砲と火薬はボストンからキャッスル島にある当時ウィリアム・アンド・メアリー砦（1779年にインデペンデンス砦と改名された）と呼ばれたイギリス軍基地に移された。

## 襲撃に対する反応
このイギリス軍の行動についてその日の内に幾つかの噂が田園部中に流れた。その噂とは、正規兵が行軍し、植民地の火薬が押収され、戦争が近づいており、殺された者がおり、ボストンはイギリス海軍の艦船に砲撃されているというものだった。この警鐘は遠くコネチカットまで拡がった。地域の全体から人々が武器を片手にボストンの方向に向かい始めた。シュルーズベリーから来た者は、15分の間に50人が集まり、武装し、周りの町に伝令を送り、ボストンへ向かったと報告した。2日目には、数千の者がケンブリッジに集まって暴力に訴え、ウィリアム・ブラットルを含め著名なロイヤリストにボストンに逃げ出し軍隊の保護下に入るよう強制した。フィップス保安官は文書で政府の如何なる行動とも関係を絶つよう強いられた。最後は噂に真実が追いつき、民兵隊は地元に戻った（このときもまだボストンに向かっている者もいた）。
2日目にはまた、ボストンの新聞がウィリアム・ブラットルの手紙を掲載し、その中でゲイジに火薬を除去するよう警告はしていないと抗議していた。ゲイジはブラットルに倉庫の保管量について報告を求めたのであり、ブラットルはそれに答えただけだということだった。ブラットルのゲイジに宛てた手紙は9月5日に掲載されることになった。ブラットルはボストン包囲戦の間キャッスル島に留まり、1776年3月にイギリス軍がボストンから撤退したときに、自分もそこを離れた。ブラットルは1776年10月にノバスコシアのハリファックスで、70歳で死んだ。

## イギリスの反応
ゲイジは植民地の反応の大きさと範囲に驚き、ウースターの倉庫に向けて計画していた2度目の遠征を遅らせ、最終的には中止した。ボストンに軍隊を集結させ、「もし1万名で十分と考えるなら2万名を、100万名が十分と考えられるなら200万名を、結局は血と財産を救うことになる」と書いてロンドンからの援軍を要請した。しかしゲイジの要請はロンドンにいる者からは愚かなものと見なされた。当時イギリスの軍隊は12,000名に過ぎず、この要請に対しては400名の海兵隊が送られただけだった。ゲイジはその後も火薬の捕獲を計画し始め、またボストン半島の守りをさらに強化させた。

## 植民地の反応
火薬警鐘後、ニューイングランド中の民兵隊はその物資についてより慎重になり、ゲイジの作戦やイギリス軍の動きについてより多くの情報を集めようとするようになった。ポール・リビアは、そのボストンにある地理的な位置付け、あらゆる階級の者と接触できる中流階級の職人としての社会的地位、および良く知られた愛国者の宣伝担当と組織担当者としての政治的地位の故に、これら情報を配布することに重要な役割を演じた。

### 植民地人の結束
1774年9月21日、愛国者の指導者達がウースターで会し、民兵の3分の1を常に行動できるようにミニットマンの特別中隊に編成するためにタウンミーティングを開くよう促した。これには急行する騎手と警報の仕組みも作り、それがレキシントンとコンコードで重要な役割を果たした。10月、マサチューセッツの元議員達がマサチューセッツ統治法に反抗して集会を開き、その集会自体を最初の植民地議会だと宣言した。この議会がイングランド内戦の時に作られたものに倣って安全委員会を創設し、民兵の4分の1はミニットマンに指定されることを推奨した。軍需物資は海岸から離れた所に蓄えられ（1日以上の行軍距離）、その押収を難しくさせた。中でも大きな備蓄所はコンコードとウースターに置かれた。

### ポーツマス警鐘
12月初旬、イギリス軍指揮層は武器と火薬を北アメリカに輸出することを禁じ、残っている物資を全て確保することに決めた。12月12日、ニューハンプシャー植民地のポーツマスにあるウィリアム・アンド・メアリー砦の押収が差し迫っているという情報がポール・リビアによってもたらされた。リビアは翌日ボストンからポーツマスまで馬で向かって地元の愛国者達に報せ、愛国者達は14日に砦を襲撃してその物資を移動させた。リビアーの情報は正しいものでは無かった。イギリス軍は作戦を検討していたが、命令は出ていなかった。最終的にイギリス軍は船に部隊を載せてポーツマスに送ったが、この前の出来事よりもずっと後に到着することになった、最初の船は17日に到着し、地元の愛国者水先案内人から満潮の時に浅瀬に行くよう指示され、これが船長の怒りを買うことになった。
火薬の保管物は通常ロイヤリストからは「国王の火薬」と呼ばれ、愛国者達からは「民兵の火薬」と呼ばれていた。この火薬はロードアイランド植民地のニューポートやプロビデンス、またコネチカット植民地のニューロンドンの砦からも運び出され、海岸から離れた町の民兵隊に配分された。大砲など他の軍需物資はボストンやチャールズタウンからこっそり持ち出された。

### セイラムの対立
1775年2月27日、イギリス海軍のHMSライブリーがアレクサンダー・レスリー大佐の指揮で第64連隊の正規兵約240名を運び、セイラムで武器を押収しようとした。この部隊はその経路にあった跳ね橋を引き上げた小さな群衆によって止められて野次を浴び、一方他の住民は大砲を安全な場所に移動させて、近くの町に救援を頼む伝言を送った。最後は跳ね橋が降ろされ、イギリス軍正規兵は大砲が有ったはずの鋳造所を捜索することを認められた。この部隊は増え続ける非正規兵が横並びに行軍する中で、嘲られながら船に戻った。小さな揉み合いは起こったが、発砲までには至らなかった。